# John D. Weeks
John David Weeks (* 11. Oktober 1943) ist ein US-amerikanischer theoretischer Chemiker (Statistische Physik, Theorie der Flüssigkeiten, Phasenübergänge).

## Leben
John D. Weeks studierte  von September 1961 bis Juni 1965 Physik an der Harvard University. Anschließend ging er an die University of Chicago, wo er 1969 auf dem Gebiet der chemischen Physik promovierte. Als Postdoktorand war er ab September 1969 für zwei Jahre an der University of California, San Diego und anschließend für ein Jahr an der University of Cambridge tätig. Von 1972 bis 1990 arbeitete in der Forschung bei den Bell Laboratories in Murray Hill (New Jersey). 1990 wurde er Professor an der University of Maryland (Institute for Physical Science and Technology and Department of Chemistry and  Biochemistry), ab 1995 im Rang eines Distinguished Professor.
Als Postdoktorand in San Diego publizierte er zusammen mit David Chandler und Hans C. Andersen  eine fundamentale Arbeit über die Rolle abstoßender Kräfte bei der Berechnung der Gleichgewichtseigenschaften einfacher Flüssigkeiten (mit Lennard-Jones-Potential). Ihr störungstheoretischer Ansatz war zunächst umstritten, wurde später jedoch akzeptiert und ging in die Fachliteratur als WCA-Theorie (WCA theory) ein. Ihre Veröffentlichung in Journal of Chemical Physics zählt zu den meistzitierten auf dem Gebiet der Flüssigkeitstheorie.
Als Einzelautor und in Zusammenarbeit mit Kollegen veröffentlichte er eine Vielzahl von Aufsätzen über Fluide und Ionische Flüssigkeiten, über hydrophobe Wechselwirkungen, über statische und dynamische Eigenschaften von festen Grenzflächen und dünnen Schichten, zur Dichtefunktionaltheorie, Musterbildung und zum Kristallwachstum.
1984 wurde er Fellow der American Physical Society, 2000 Mitglied der American Academy of Arts and Sciences, 2009 Mitglied der National Academy of Sciences und 2011 Fellow der American Association for the Advancement of Science. 1990 erhielt er den Joel Henry Hildebrand in the Theoretical and Experimental Chemistry of Liquids der American Chemical Society.